# Joel Eriksson (skridskoåkare)

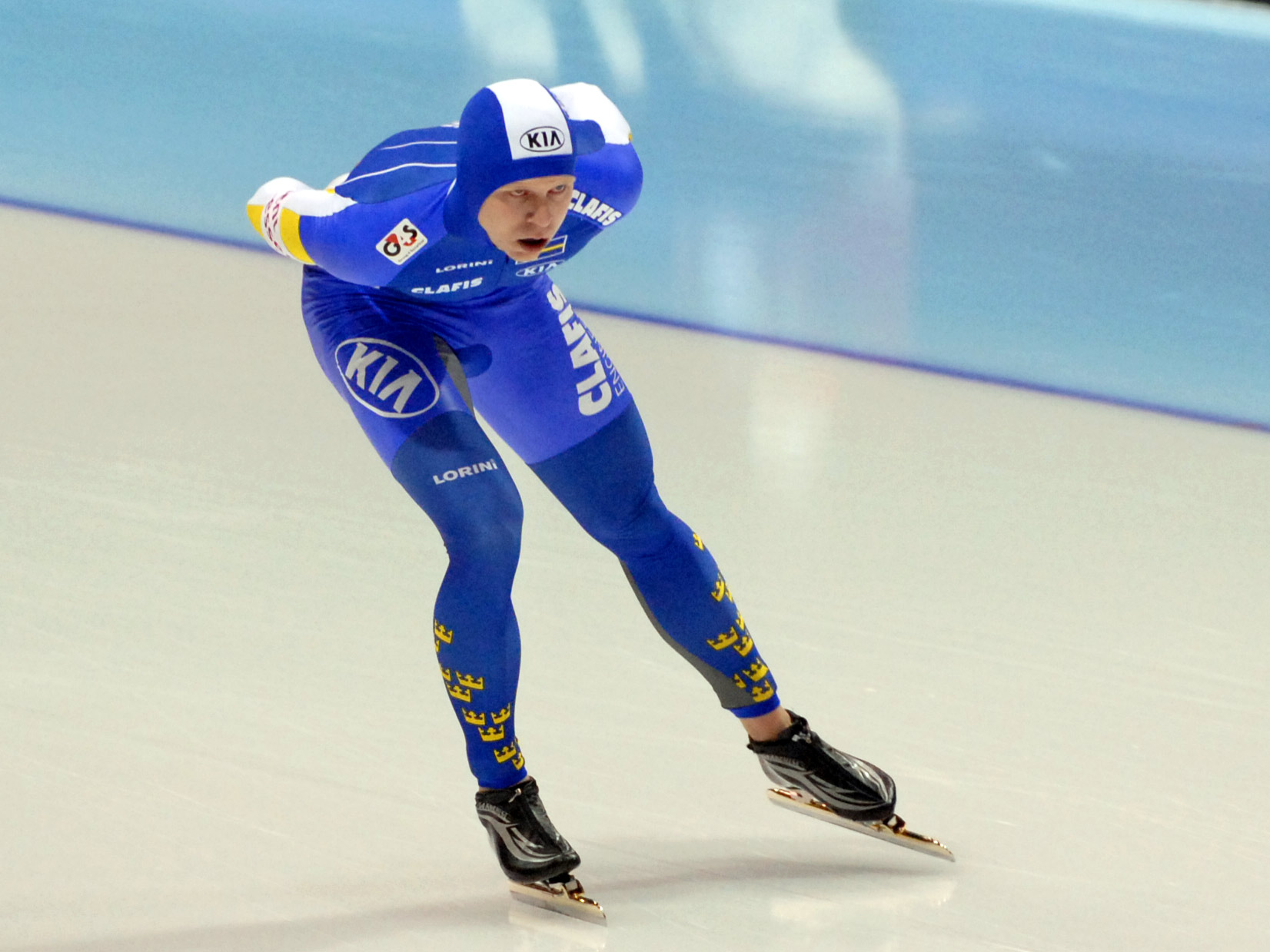
Joel Eriksson år 2009.

Peter Joel Kristoffer Eriksson, född 16 september 1984 i Fässbergs församling i Mölndal, är en svensk skridskoåkare, som tävlar för IFK Göteborg. Han har vunnit medaljer på olika distanser vid svenska mästerskap i hastighetsåkning på skridskor och blev 13:e vid de europeiska mästerskapen allround 2009.